# Paviane

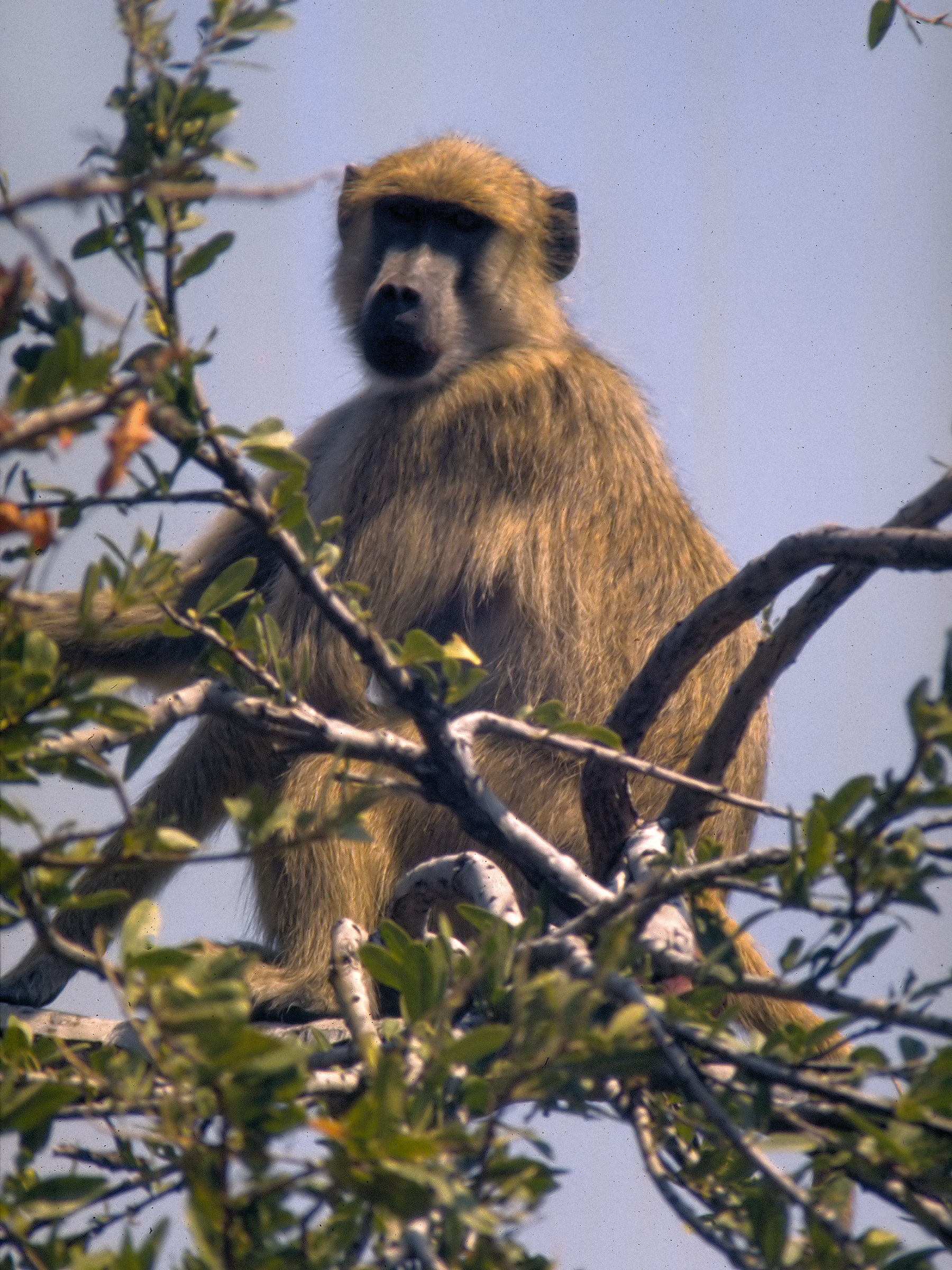
Gelber Pavian in Malawi

Die Paviane (Papio) sind eine Primatengattung aus der Familie der Meerkatzenverwandten (Cercopithecidae). Der Name Pavian taucht im deutschen Sprachraum im 15. Jh. zunächst als bavian auf und ist dem niederländischen baviaan entlehnt. Er leitet sich wohl vom altfranzösischen babine ab, was Lippe oder Lefze bedeutet und auf die vorspringende Schnauze der Tiere anspielt; andere Quellen sehen seinen Ursprung im französischen babouin für Dummkopf oder kleines groteskes Tier. Über die Zahl der Arten herrscht Uneinigkeit; einige Autoren fassen alle Tiere in einer einzigen Art zusammen, während sie von anderen in sechs eigenständige Arten eingeteilt werden.

## Verbreitung
Paviane sind über fast ganz Afrika verbreitet. Als einzige Primatengattung außer dem Menschen findet man sie auch im Nordosten des Kontinents, in Ägypten, Äthiopien und im Sudan. Sie fehlen im nordwestlichen Afrika sowie auf Madagaskar. Der Mantelpavian kommt außerdem in Saudi-Arabien und Jemen auf der Arabischen Halbinsel vor; die dortige Population ist jedoch möglicherweise vom Menschen eingeführt worden.

## Merkmale
Männchen und Weibchen der Paviane unterscheiden sich erheblich in ihrer Größe und oft auch in ihrer Gestalt. Männliche Tiere werden fast doppelt so schwer wie Weibchen, sie haben deutlich größere Eckzähne und bei manchen Arten eine ausgeprägte Mähne im Nacken- und Schulterbereich. Der Schwanz der Paviane ist etwas kürzer als der Körper und gebogen, das erste Drittel steht nach oben, während der übrige Teil nach unten hängt. Paviane erreichen eine Kopfrumpflänge von 40 bis 110 Zentimetern und eine Schwanzlänge von bis zu 80 Zentimetern. Bei der größten Art, dem Bärenpavian, kann das Gewicht über 30 Kilogramm betragen.
Beiden Geschlechtern gemeinsam sind die lange, hundeähnliche Schnauze, nahe zusammenstehende Augen, ein kräftiger Kieferknochen und das dichte, raue Fell. Die Fellfärbung variiert je nach Art und Geschlecht von silberfarben bei männlichen Mantelpavianen über gelb (Steppenpavian) und olivfarben (Anubispavian) bis zu bräunlich, zum Beispiel bei Bärenpavianen. Die Schnauze ist haarlos und schwarz oder (beim Mantelpavian) rosa gefärbt. Ebenfalls unbehaart ist das Gesäß; bei Weibchen tritt während der fruchtbaren Zeit eine ausgeprägte Regelschwellung auf, bei der sich der Afterbereich nach außen wölbt und oft leuchtend rot verfärbt.

## Lebensweise

### Lebensraum und Fortbewegung

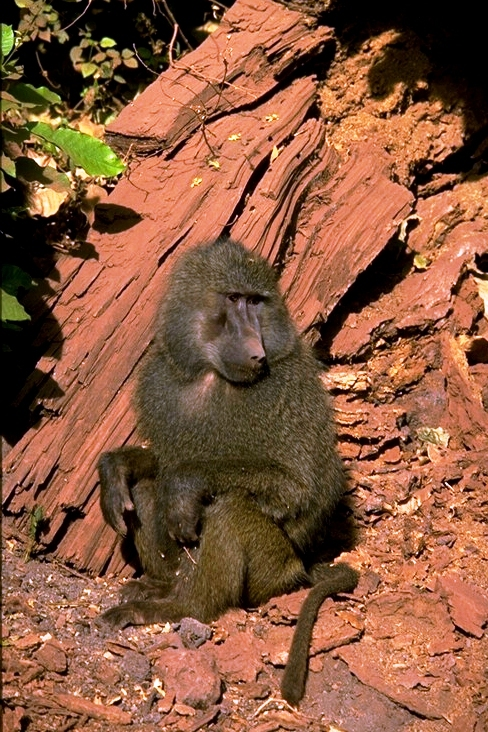
Grüner oder Anubispavian im Lake-Manyara-Nationalpark – Tansania

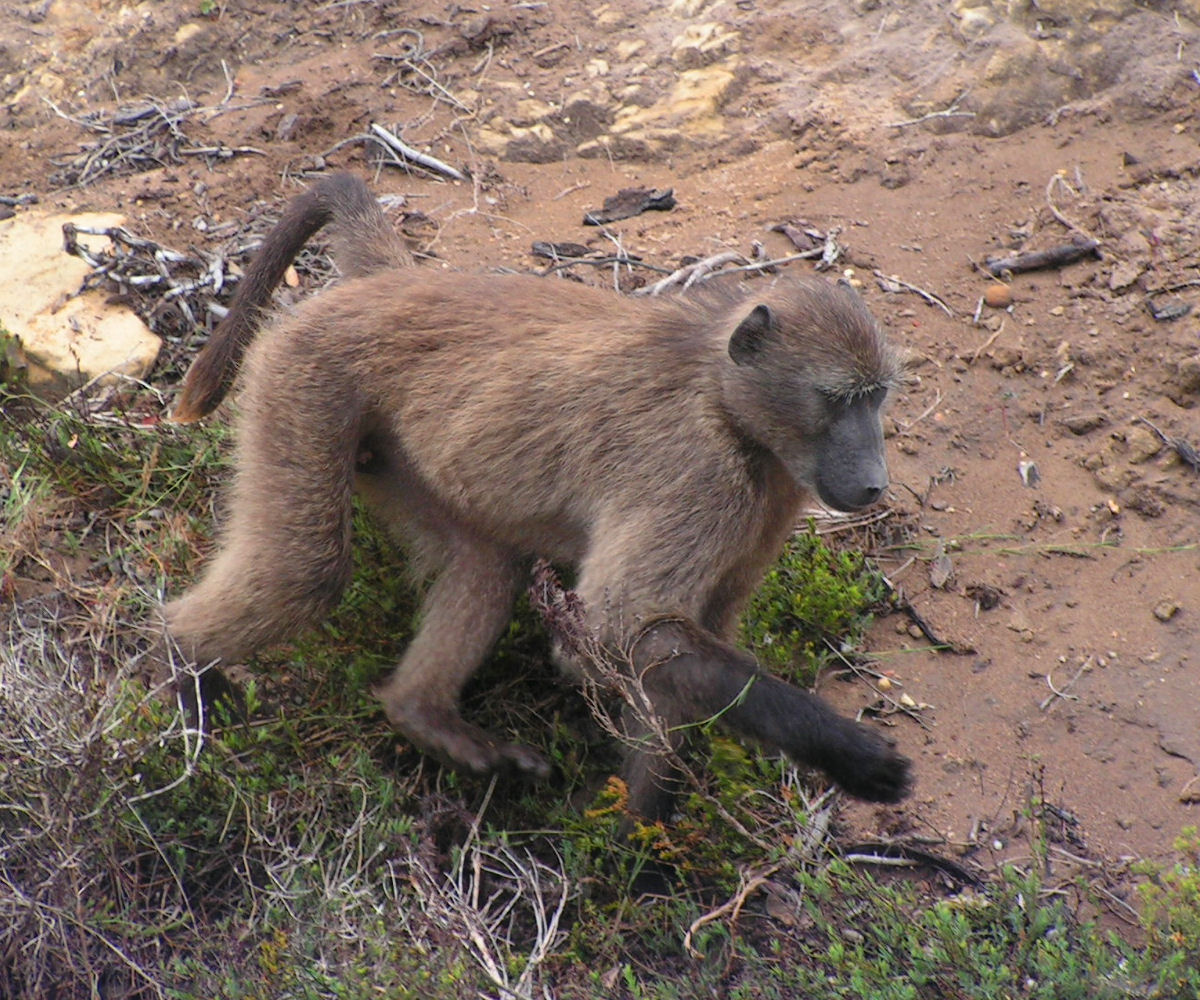
Bärenpavian im Kap

Paviane sind tagaktive Tiere, die sowohl in Halbwüsten, Savannen und Steppen als auch in lockeren Waldgebieten und sogar in felsigen Regionen leben. Obwohl sie größtenteils Bodenbewohner sind, können sie gut klettern und ziehen sich zum Schlafen gern auf höhergelegene Ruheplätze wie Bäume oder Felsklippen zurück. Am Boden bewegen sie sich mit dem charakteristisch gebogenen Schwanz auf allen vieren fort. Bei ihren Streifzügen zur Nahrungssuche können sie an einem Tag bis zu 20 Kilometer zurücklegen.

### Gruppenverhalten
Paviane leben in Gruppen von 5 bis 250 Tieren. Die Größe der Gruppe hängt unter anderem von der Art, vom Nahrungsangebot und auch vom Vorhandensein geschützter Schlafplätze, auf Bäumen oder Klippen, ab. Es gibt zwei unterschiedliche Gruppenformen: die gemischten Gruppen, in denen mehrere Männchen mit vielen Weibchen zusammenleben, sowie die Einmann- oder Haremsgruppen, in denen ein einzelnes Männchen mehrere Weibchen um sich schart.
- Die gemischten Gruppen setzen sich aus mehreren Männchen und Weibchen zusammen. Junge Männchen müssen vor Erreichen der Geschlechtsreife ihre angestammte Gruppe verlassen. Der Eintritt in die neue Gruppe geschieht durch aggressive Kämpfe mit den bereits vorhandenen Männchen, mit denen die Hierarchie neu bestimmt wird. Weibchen bleiben ihr Leben lang in ihrer Gruppe, ihre Rangordnung definiert sich nach Alter und Verwandtschaft (Mütter sind höher gestellt als ihre Töchter). Die Rangordnung spielt unter anderem beim Paarungsverhalten und beim Zugang zu Nahrungsressourcen eine Rolle. In gemischten Gruppen leben beispielsweise Anubis- und Steppenpaviane.
- Haremsgruppen sind vor allem bei Mantelpavianen ausgeprägt. Das Männchen führt und bewacht seine Weibchen und achtet darauf, sie immer in seiner Nähe zu haben. Bei dieser Form verlassen beide Geschlechter ihre Geburtsgruppe meist noch vor Eintreten der Geschlechtsreife. Offene Kämpfe zwischen Männchen um die Vorherrschaft einer etablierten Haremsgruppe kommen vor, sind aber für Männchen nicht die einzige Möglichkeit, zu Weibchen zu kommen. Männchen ohne Harem folgen manchmal einer Gruppe und versuchen, einzelne Weibchen wegzulocken. Eine andere Möglichkeit besteht darin, dass Männchen sich halbwüchsige Weibchen suchen, die eben erst ihre Geburtsgruppe verlassen haben. Sie kümmern sich um sie, pflegen ihr Fell, versorgen sie mit Nahrung und paaren sich mit ihr, sobald sie geschlechtsreif geworden ist. Mehrere Gruppen schließen sich manchmal zu größeren Verbänden zusammen, wobei die Männchen penibel auf ihre Weibchen achten. Konflikte zwischen Gruppen innerhalb eines Verbandes, zum Beispiel um Schlafplätze, Wasserlöcher oder Nahrung, werden durch aggressive Kämpfe der Männchen gelöst.

### Kommunikation und Interaktion

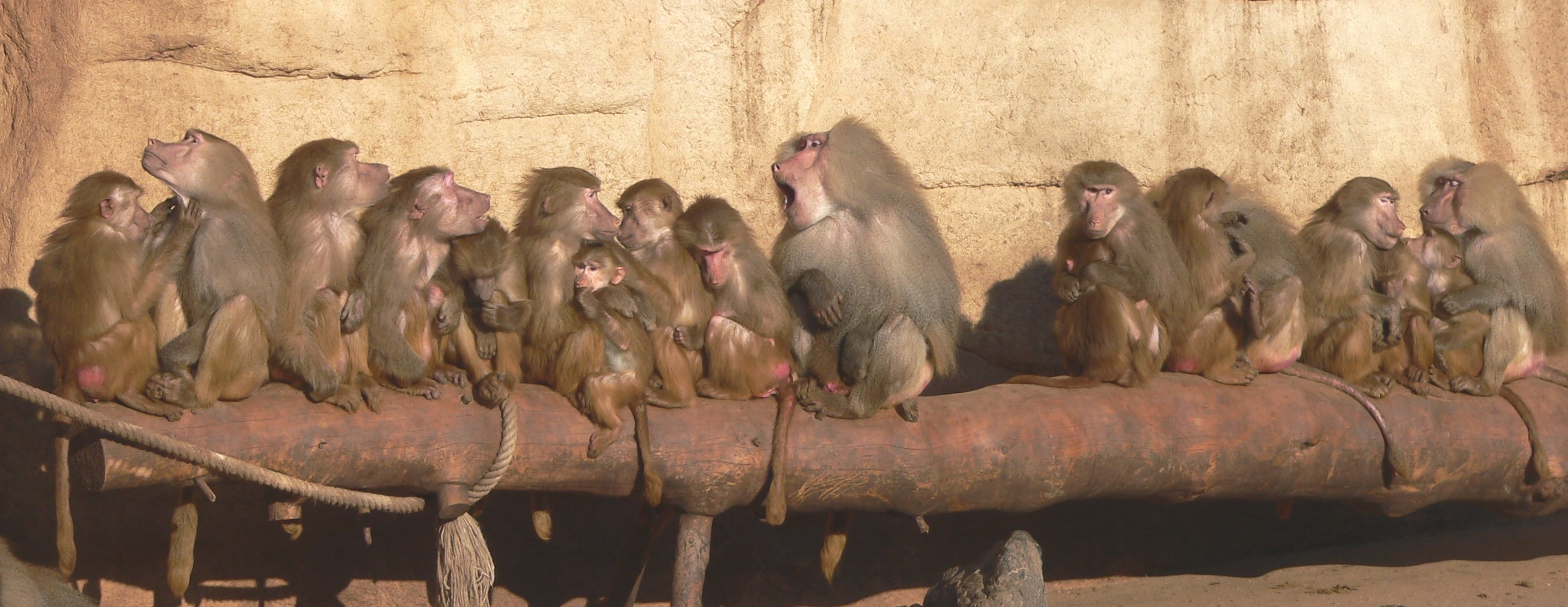
Mantelpavianmännchen mit seinem „Harem“

Als hochgradig soziale Tiere können Paviane auf vielfache Weise miteinander kommunizieren, etwa durch ihre Körperhaltung und den Gesichtsausdruck, aber auch durch Laute und direkten Körperkontakt.
- Zur Kommunikation durch Körperhaltung zählt man unter anderem das Präsentieren des Hinterteils. Dies kann sowohl Unterordnung ausdrücken als auch Paarungsbereitschaft andeuten, etwa wenn ein Weibchen seine rötlich geschwollene Afterregion dem Männchen vor das Gesicht hält. Das Starren ist ebenso wie das demonstrative Gähnen und Herzeigen der langen Eckzähne eine Drohgeste, wobei letztere auch gegenüber Fressfeinden eingesetzt wird.
- Lautliche Äußerungen dienen unter anderem zur Abschreckung von oder zur Warnung vor Fressfeinden und der Suche nach anderen Gruppenmitgliedern, ein tiefes Knurren soll den Kontrahenten vor einer Auseinandersetzung einschüchtern, aggressive Kämpfe werden meist durch ein schrilles Kreischen begleitet.
- Eine wichtige Rolle in der Interaktion spielt die gegenseitige Fellpflege, in der die Rangordnung zum Vorschein kommt, da vor allem höhergestellte Tiere diese Behandlung durch niederrangigere genießen. Andererseits kann ein Männchen mit dieser Methode den Kontakt zu einem Weibchen herstellen und deren Bereitschaft fördern, sich mit ihm zu paaren.

### Natürliche Feinde
Zu den natürlichen Feinden der Paviane zählen unter anderem Leoparden, Löwen, Geparde und Schimpansen. Gegenüber Fressfeinden zeigen sie ein ausgesprochen aggressives Verhalten, mehrere Männchen können mit ihren langen Eckzähnen ihren Angreifern schwere Verwundungen zufügen, wenn sie sich provoziert oder bedroht fühlen; auch Menschen sind davon betroffen.

### Nahrung
Paviane sind opportunistische Allesfresser, bevorzugen aber vegetarische Kost. Als Nahrung dienen ihnen unter anderem Früchte, Blätter, Gräser, Samen, Wurzeln, Insekten und kleinere Wirbeltiere. Sie können Beute bis zur Größe eines Hasen oder einer Meerkatze, in seltenen Fällen auch junge Gazellen reißen. Von in Kenia beheimateten Pavianen ist auch bekannt, dass sie Flamingos an deren Rastplätzen nachstellen. Generell sind sie an nährstoffarme Nahrung angepasst und können auch in trockenen Gebieten überleben, die für die meisten Primaten nicht mehr geeignet wären.

## Fortpflanzung

### Paarungsverhalten

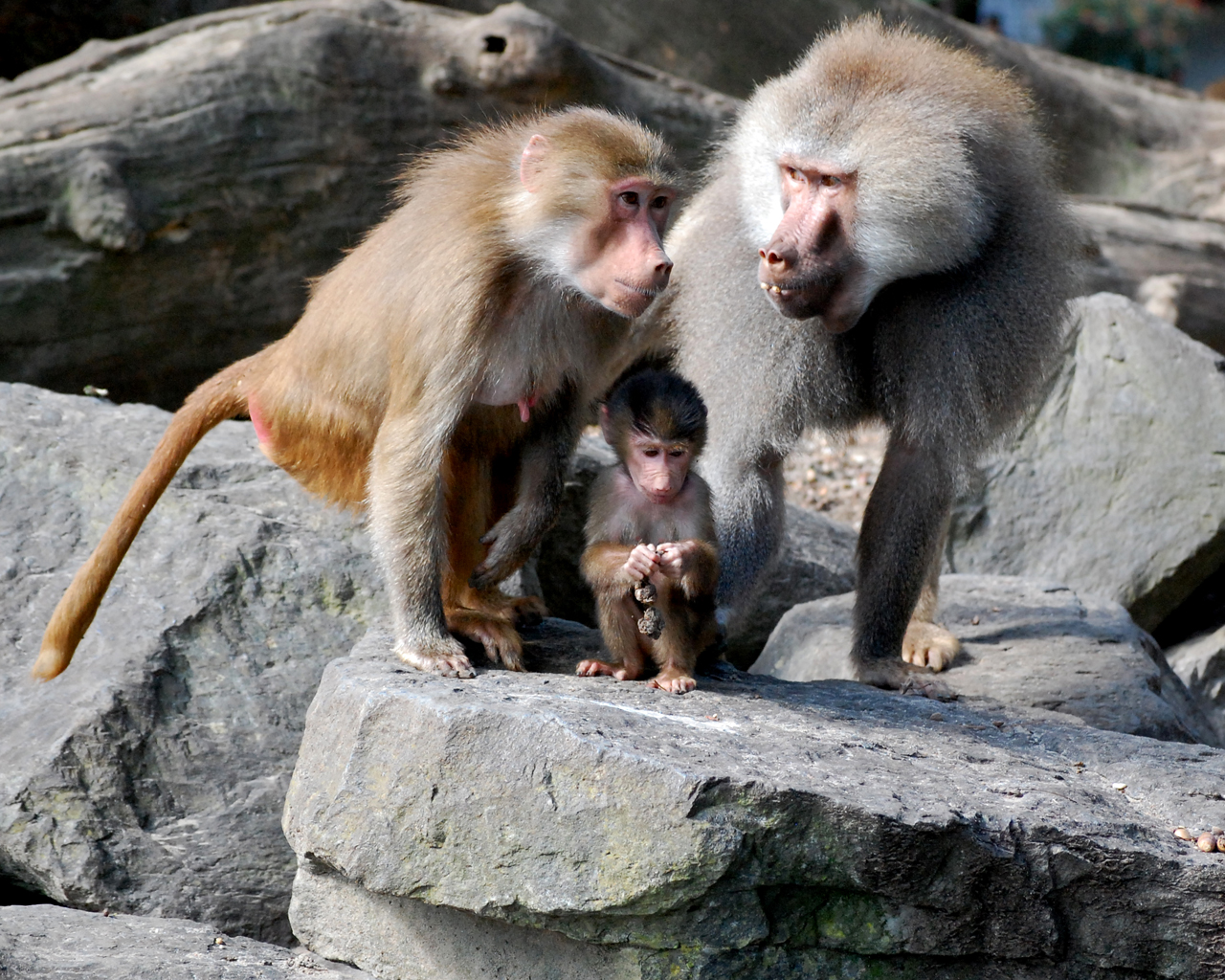
Mantelpaviane

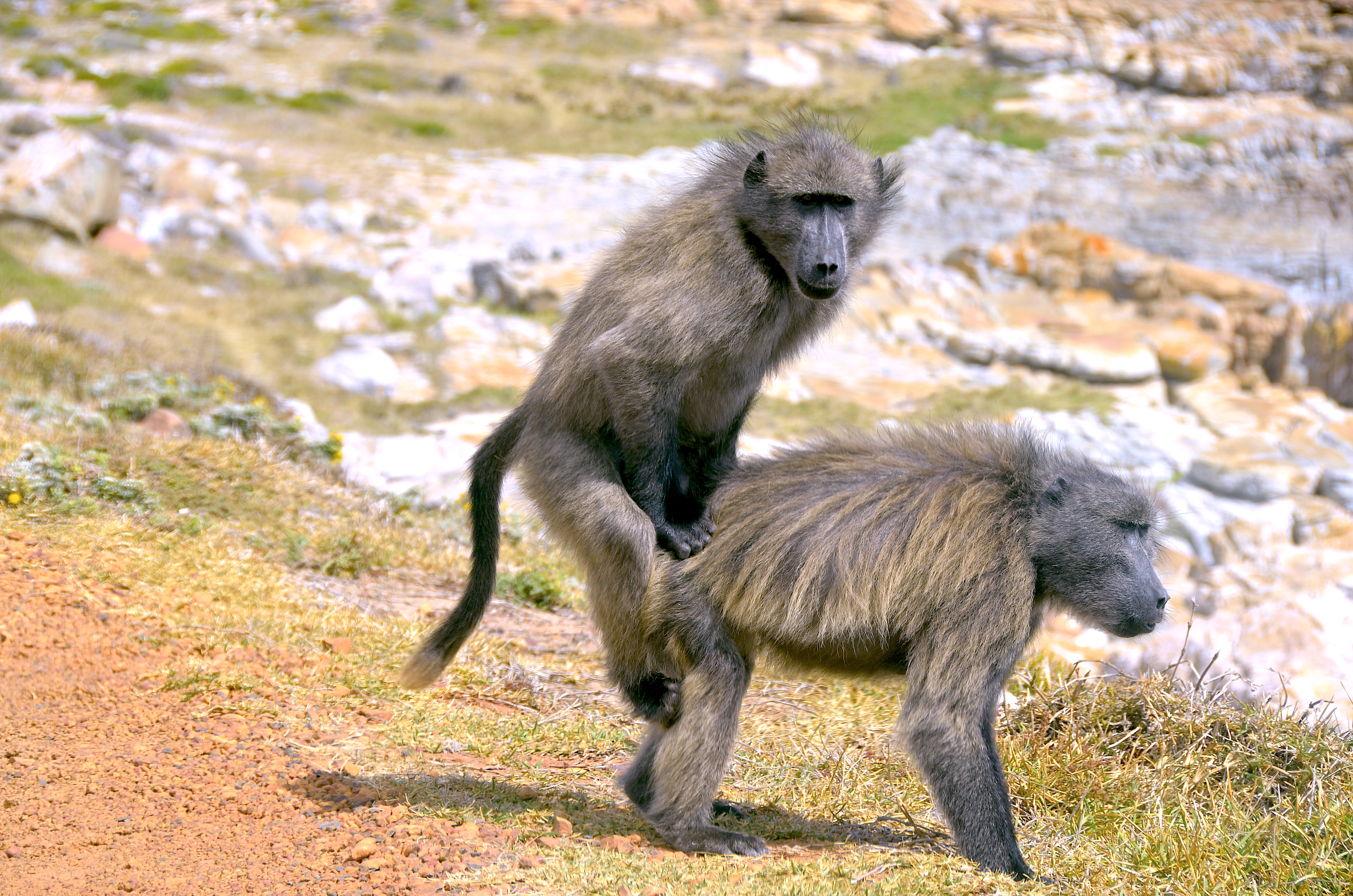
Tschakma-Paviane bei der Paarung in Cape Point Südafrika

Das Paarungsverhalten hängt stark von der Form der Gruppe ab. Bei gemischten Gruppen kann sich jedes Männchen mit jedem Weibchen paaren. Die Paarungsreihenfolge innerhalb der männlichen Tiere hängt zum Teil von der Rangordnung ab, gerade in Zeiten, in denen die Weibchen fruchtbar sind, kämpfen die Männchen erbittert miteinander. Es gibt jedoch auch subtilere Möglichkeiten: Manche Männchen versuchen, die „Freundschaft“ einiger Weibchen zu gewinnen. Dazu pflegen sie ihnen das Fell, kümmern sich um deren Nachwuchs oder versorgen sie mit Nahrung. Tatsächlich bevorzugen manche Weibchen solche „befreundeten“  Männchen bei der Paarung. Die Initiative zur Begattung geht letztlich vom Weibchen aus, indem es dem Männchen sein geschwollenes Hinterteil (siehe Regelschwellung) präsentiert.
In Haremsgruppen wachen die Männchen eifersüchtig über ihre Weibchen, sie beißen oder jagen sie sogar, wenn sie sich anderen Männchen annähern. Dennoch kommt es gelegentlich zum „Fremdgehen“, beispielsweise wenn alleinstehende Männchen auf Partnerinnensuche einer Gruppe folgen. Bei solchen Gelegenheiten kommt es oft zu aggressiven Kämpfen unter den Männchen, dennoch gelingt es manchen immer wieder, anderen ein Weibchen abspenstig zu machen.

### Aufzucht des Jungtieres

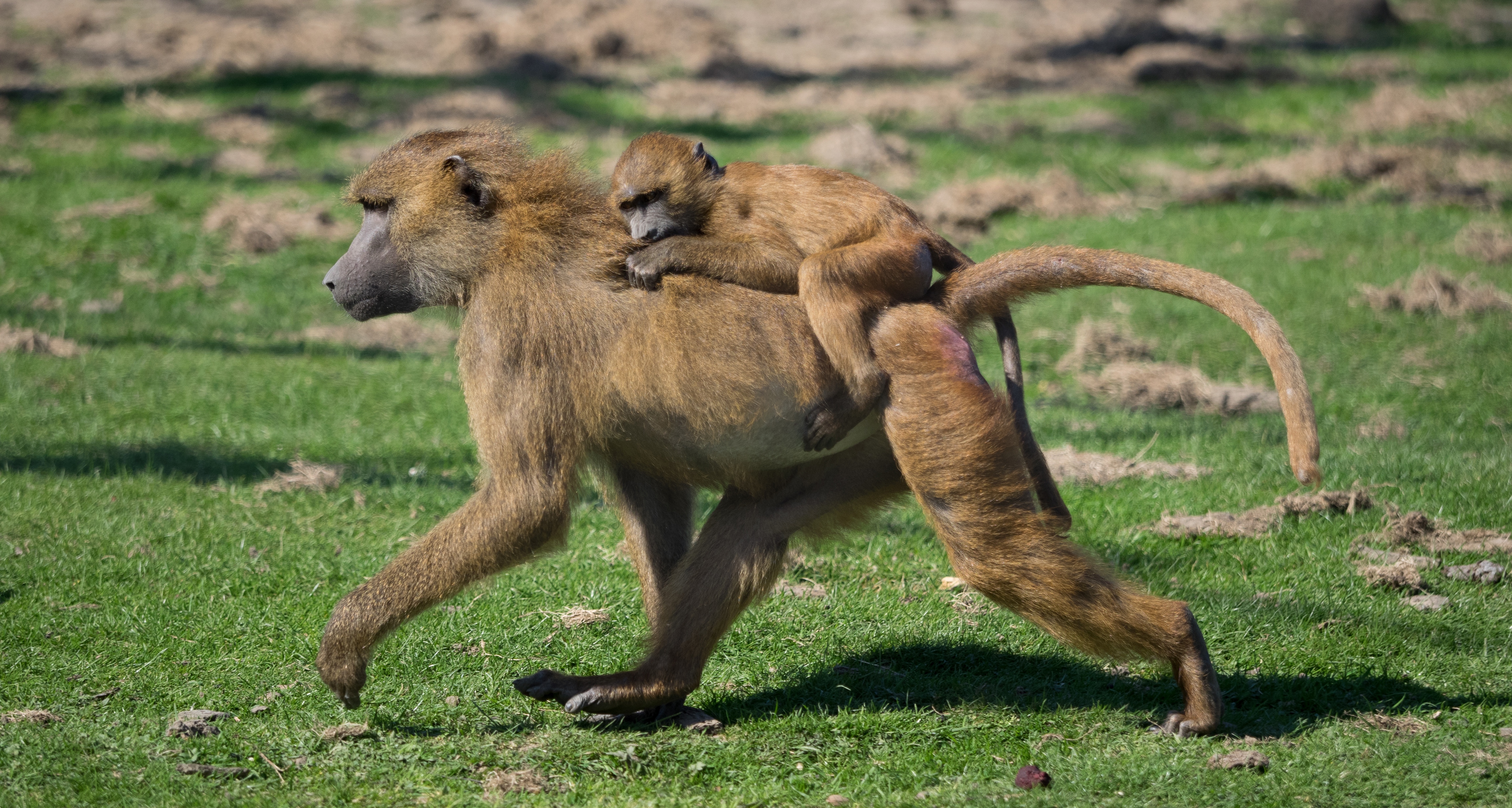
Pavianweibchen mit Jungtier

Im Durchschnitt alle zwei Jahre bringt das Weibchen nach rund sechsmonatiger Tragzeit ein einzelnes Jungtier zur Welt. Dies wiegt rund ein Kilogramm und ist schwarz gefärbt. Vorwiegend die Weibchen kümmern sich um den Nachwuchs, nicht nur die Mutter, sondern auch andere Tiere aus der Gruppe. In gemischten Gruppen sorgen sich Männchen zeitweise um die Kinder „befreundeter“ Weibchen, bei denen die Wahrscheinlichkeit groß ist, dass es ihre Kinder sind; sie besorgen ihnen etwa Nahrung und spielen mit ihnen. Nach knapp einem Jahr werden die Jungtiere entwöhnt und erreichen die Geschlechtsreife mit fünf bis acht Jahren. Falls sie ihre Geburtsgruppe verlassen, was für fast alle Tiere aus Haremsgruppen und Männchen aus gemischten Gruppen der Fall ist, so geschieht das meist schon vor der Geschlechtsreife.
Das höchste bekannte Alter eines Pavians in menschlicher Obhut betrug 45 Jahre, in freier Wildbahn dürfte die Lebenserwartung bei 30 Jahren liegen.

### Hybridisierung
Paviane verschiedener Arten, die in der gleichen Region leben, sind oft untereinander fruchtbar. Häufig ist dies jedoch nur eine theoretische Möglichkeit: Das unterschiedliche Sozialgefüge verhindert zum Beispiel, dass ein männlicher Anubispavian einen weiblichen Mantelpavian begattet; seine Unfähigkeit, Harems zu bilden und zu kontrollieren, steht dem im Wege. Dagegen ist es umgekehrt schon beobachtet worden, dass männliche Mantelpaviane in eine Gruppe von Anubispavianen eindrangen, die ansässigen Männchen vertrieben und die Weibchen der fremden Art in ihre Harems zwangen. Die Nachkommen aus diesen Verbindungen sind wiederum unfähig, Harems zu kontrollieren, und nehmen das Verhalten von Anubispavianen an.

## Stammesgeschichte und Fossilbefund
Paviane werden innerhalb der Unterfamilie der Backentaschenaffen zur Tribus der Pavianartigen (Papionini) gezählt. Die stammesgeschichtliche Entwicklung dieser Gruppe ist umstritten. Früher wurden die Mandrillartigen (Mandrill und Drill) als nächste Verwandte der Paviane betrachtet und gelegentlich sogar in dieselbe Gattung gestellt. Jüngere, auf DNA-Vergleichen basierende Untersuchungen haben die vermuteten Verwandtschaftsverhältnisse in dieser Tribus umgekrempelt; der Dschelada wird heute als nächster Verwandter der Paviane gesehen. Das folgende Diagramm zeigt die Verwandtschaft innerhalb der Papionini gemäß DNA-Vergleich.
|  | \| \| Kipunji-Affe (Rungwecebus) \| \| \| \| \| \| Paviane (Papio) \| \| \| \| |
|  |                                                                                |
|  | Dschelada (Theropithecus)                                                      |
|  |                                                                                |
|  | Kipunji-Affe (Rungwecebus)                                                     |
|  |                                                                                |
|  | Paviane (Papio)                                                                |
|  |                                                                                |

|  | Kipunji-Affe (Rungwecebus) |
|  |                            |
|  | Paviane (Papio)            |
|  |                            |

|  | \| \| Kipunji-Affe (Rungwecebus) \| \| \| \| \| \| Paviane (Papio) \| \| \| \| |
|  |                                                                                |
|  | Dschelada (Theropithecus)                                                      |
|  |                                                                                |
|  | Kipunji-Affe (Rungwecebus)                                                     |
|  |                                                                                |
|  | Paviane (Papio)                                                                |
|  |                                                                                |

|  | Kipunji-Affe (Rungwecebus) |
|  |                            |
|  | Paviane (Papio)            |
|  |                            |

|  | Weißlid-Mangaben (Cercocebus) |
|  |                               |
|  | Mandrillartige (Mandrillus)   |
|  |                               |

|  | \| \| Kipunji-Affe (Rungwecebus) \| \| \| \| \| \| Paviane (Papio) \| \| \| \| |
|  |                                                                                |
|  | Dschelada (Theropithecus)                                                      |
|  |                                                                                |
|  | Kipunji-Affe (Rungwecebus)                                                     |
|  |                                                                                |
|  | Paviane (Papio)                                                                |
|  |                                                                                |

|  | Kipunji-Affe (Rungwecebus) |
|  |                            |
|  | Paviane (Papio)            |
|  |                            |

|  | \| \| Kipunji-Affe (Rungwecebus) \| \| \| \| \| \| Paviane (Papio) \| \| \| \| |
|  |                                                                                |
|  | Dschelada (Theropithecus)                                                      |
|  |                                                                                |
|  | Kipunji-Affe (Rungwecebus)                                                     |
|  |                                                                                |
|  | Paviane (Papio)                                                                |
|  |                                                                                |

|  | Kipunji-Affe (Rungwecebus) |
|  |                            |
|  | Paviane (Papio)            |
|  |                            |

|  | Weißlid-Mangaben (Cercocebus) |
|  |                               |
|  | Mandrillartige (Mandrillus)   |
|  |                               |

|  | \| \| Kipunji-Affe (Rungwecebus) \| \| \| \| \| \| Paviane (Papio) \| \| \| \| |
|  |                                                                                |
|  | Dschelada (Theropithecus)                                                      |
|  |                                                                                |
|  | Kipunji-Affe (Rungwecebus)                                                     |
|  |                                                                                |
|  | Paviane (Papio)                                                                |
|  |                                                                                |

|  | Kipunji-Affe (Rungwecebus) |
|  |                            |
|  | Paviane (Papio)            |
|  |                            |

|  | \| \| Kipunji-Affe (Rungwecebus) \| \| \| \| \| \| Paviane (Papio) \| \| \| \| |
|  |                                                                                |
|  | Dschelada (Theropithecus)                                                      |
|  |                                                                                |
|  | Kipunji-Affe (Rungwecebus)                                                     |
|  |                                                                                |
|  | Paviane (Papio)                                                                |
|  |                                                                                |

|  | Kipunji-Affe (Rungwecebus) |
|  |                            |
|  | Paviane (Papio)            |
|  |                            |

|  | Weißlid-Mangaben (Cercocebus) |
|  |                               |
|  | Mandrillartige (Mandrillus)   |
|  |                               |

|  | \| \| Kipunji-Affe (Rungwecebus) \| \| \| \| \| \| Paviane (Papio) \| \| \| \| |
|  |                                                                                |
|  | Dschelada (Theropithecus)                                                      |
|  |                                                                                |
|  | Kipunji-Affe (Rungwecebus)                                                     |
|  |                                                                                |
|  | Paviane (Papio)                                                                |
|  |                                                                                |

|  | Kipunji-Affe (Rungwecebus) |
|  |                            |
|  | Paviane (Papio)            |
|  |                            |

|  | \| \| Kipunji-Affe (Rungwecebus) \| \| \| \| \| \| Paviane (Papio) \| \| \| \| |
|  |                                                                                |
|  | Dschelada (Theropithecus)                                                      |
|  |                                                                                |
|  | Kipunji-Affe (Rungwecebus)                                                     |
|  |                                                                                |
|  | Paviane (Papio)                                                                |
|  |                                                                                |

|  | Kipunji-Affe (Rungwecebus) |
|  |                            |
|  | Paviane (Papio)            |
|  |                            |

|  | Weißlid-Mangaben (Cercocebus) |
|  |                               |
|  | Mandrillartige (Mandrillus)   |
|  |                               |

Es sind mehrere fossile Pavianarten bekannt, von denen die bekannteste den wissenschaftlichen Namen Papio ingens (manchmal auch Dinopithecus ingens) trägt. Das landläufig auch als „Riesenpavian“ bezeichnete Tier hatte vermutlich die Größe eines Gorillas und lebte in der erdgeschichtlichen Periode des Pleistozän vor etwa 1,7 Millionen Jahren im östlichen Afrika. Vermutlich ernährte sich Papio ingens von Blattwerk und vergleichbarer Pflanzennahrung. Der älteste Pavian ist Papio angusticeps, dessen teilweise erhaltener Schädel in der südafrikanischen Malapa-Höhle, Fundstätte des Hominiden Australopithecus sediba, gefunden wurde und auf ein Alter von 2,026 bis 2,36 Millionen Jahre datiert wurde. Das Alter dieser Art liegt damit vor oder in der Zeit des jüngsten gemeinsamen Vorfahren der rezenten Arten, dessen Alter mit Hilfe der molekularen Uhr auf 1,8 bis 2,2 Millionen Jahren bestimmt wurde.

## Arten

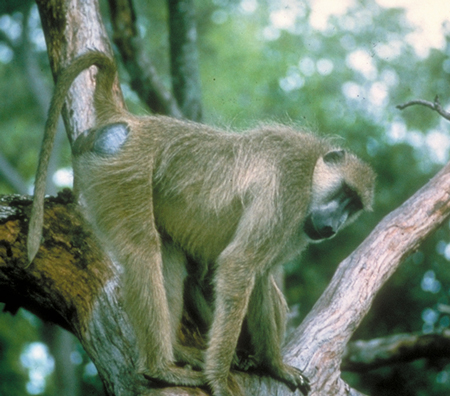
Steppenpavian (Papio cynocephalus)

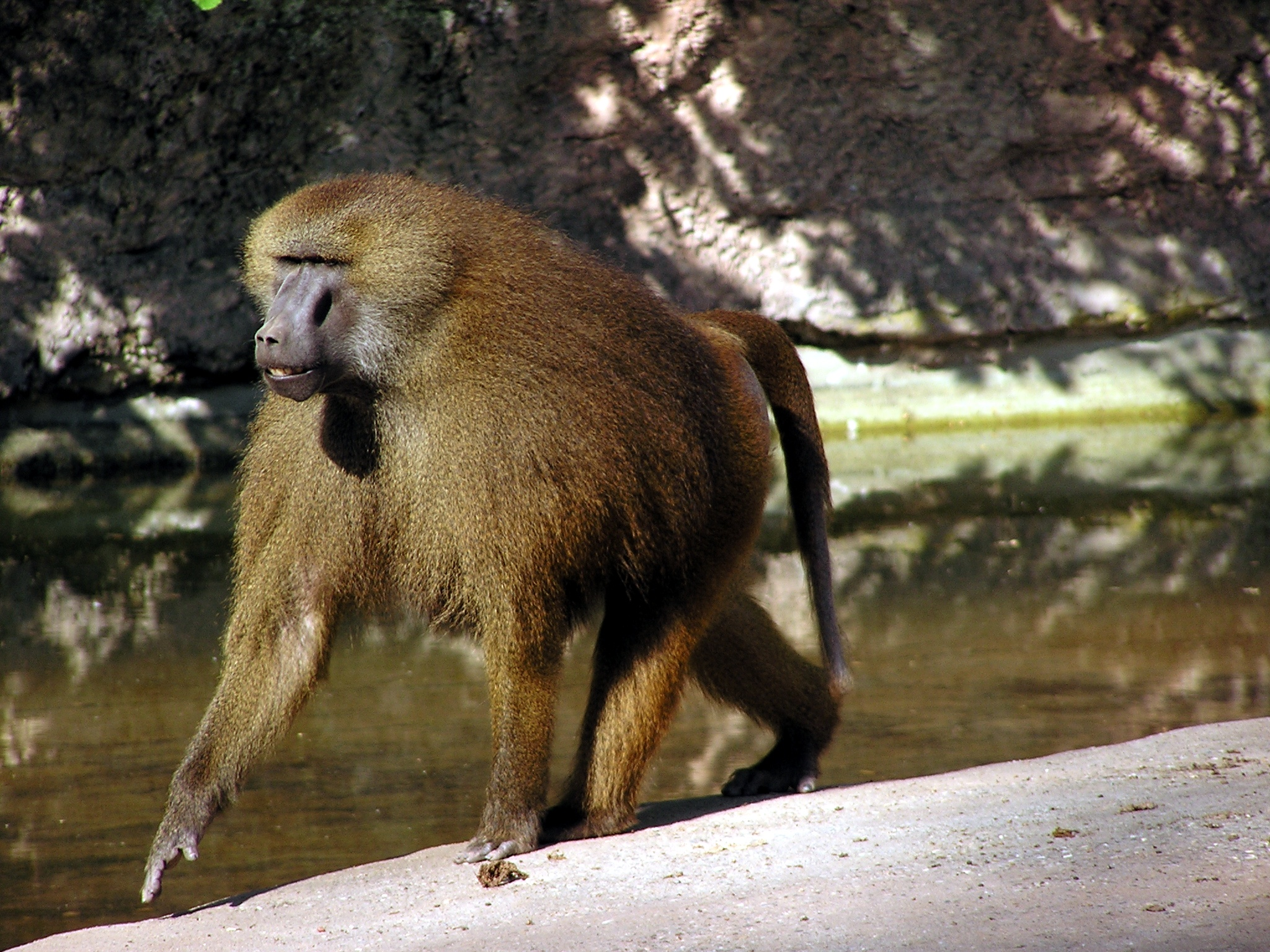
Männlicher Guinea-Pavian

Die sechs Arten sind eng miteinander verwandt. In Gebieten, wo mehrere Arten leben, kommt es auch zur Fortpflanzung untereinander und zur Hybridisierung, das heißt zur Nachkommenschaft von Eltern verschiedener Arten. Aus diesen Gründen werden alle Arten manchmal lediglich als Unterarten betrachtet, und der Pavian als solcher (Papio hamadryas) gilt als einzige Art seiner Gattung. Jüngere Untersuchungen, zum Beispiel von Colin Groves aus dem Jahr 2001, sprechen jedoch allen den Artstatus zu. Die Beantwortung dieser Frage hängt auch mit dem Artverständnis zusammen, da verschiedene Ansätze biologische Arten entweder über die Fortpflanzungsfähigkeit (Biospezies) oder anhand äußerer Merkmale (Morphospezies) definieren. Die sechs Arten sind in folgender Übersicht angeführt:
- Der Anubispavian (P. anubis) ist die am weitesten verbreitete Pavianart. Er ist durch ein olivgrünes Fell gekennzeichnet, weswegen er auch Grüner Pavian genannt wird.
- Der Steppenpavian, Gelbe Pavian oder Babuin (P. cynocephalus) kommt im östlichen und südlichen Afrika vor.
- Seinen langen Haaren verdankt der Mantelpavian (P. hamadryas) seinen Namen. Männliche Tiere sind silberweiß gefärbt, Weibchen bräunlich. Seine Heimat ist Nordostafrika und die Arabische Halbinsel.
- Der Kindapavian (Papio kindae) ist die kleinste Pavianart und kommt in Sambia und dem Norden Angolas vor.[5]
- Der Guinea-Pavian (P. papio) bewohnt ein kleines Gebiet (Guinea, Senegal, Mauretanien, Mali) im westlichen Afrika.
- Die größte Art ist der Bärenpavian oder Tschakma (P. ursinus). Er hat ein graubraunes Fell und lebt im südlichen Afrika.

## Paviane und Menschen

### Altes Ägypten

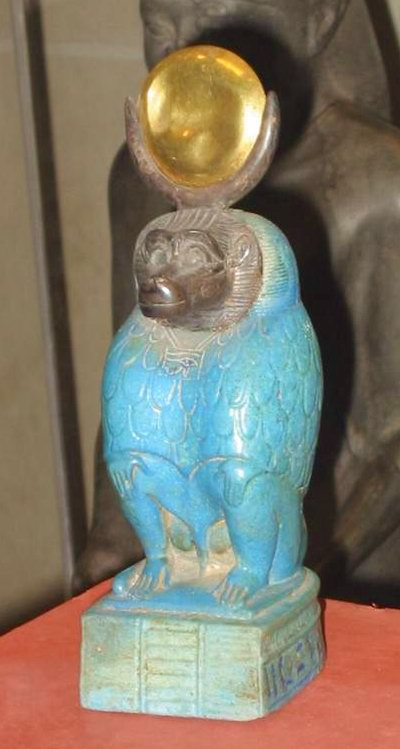
Der ägyptische Gott Thot in Paviangestalt, Statue im Pariser Louvre

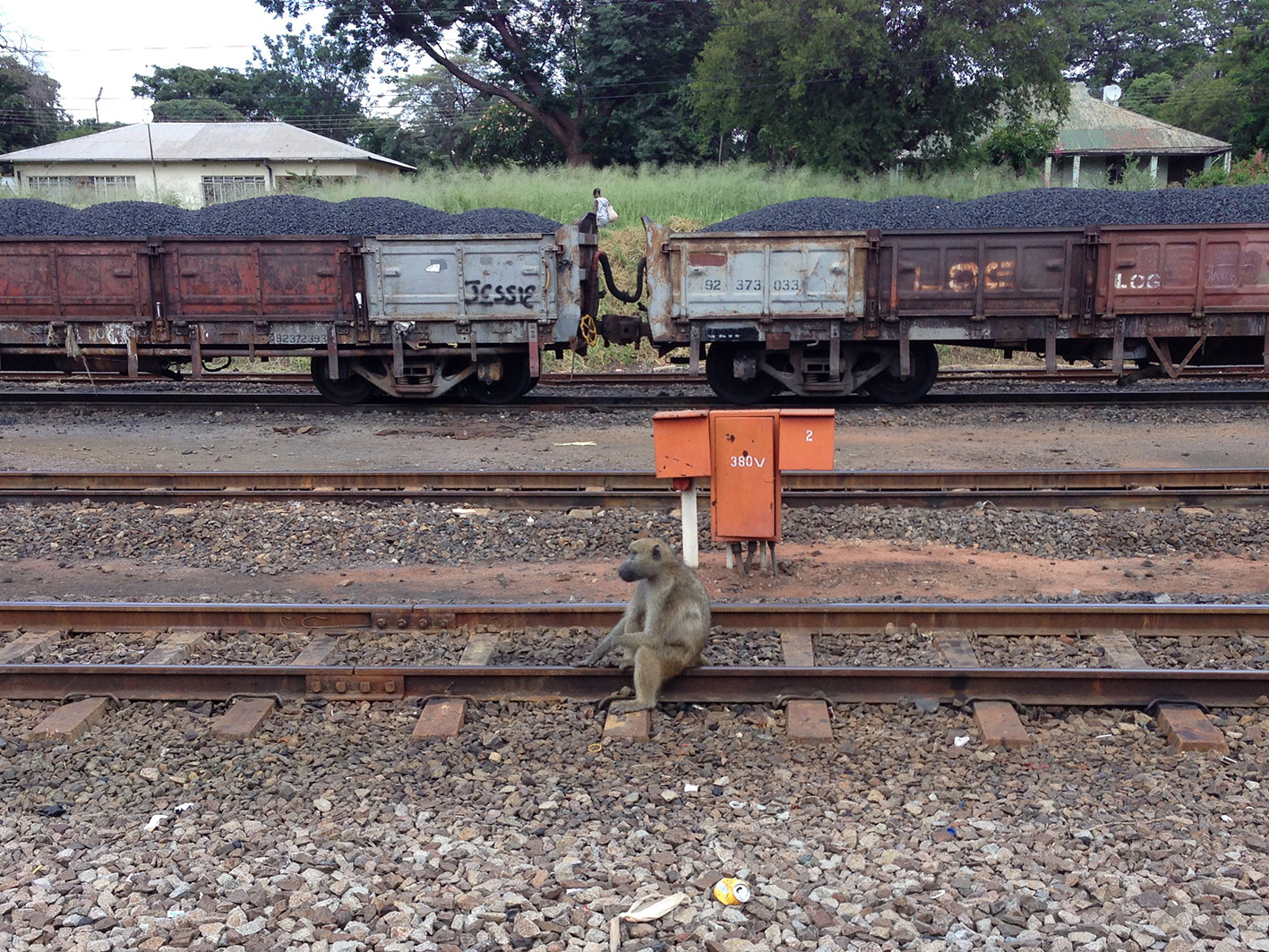
Pavian am Bahnhof von Victoria Falls (Simbabwe)

Mantelpaviane galten im Alten Ägypten als heilige Tiere. Der Gott Thot wurde manchmal in Paviangestalt dargestellt. Thot war unter anderem der Gott der Wissenschaft und des Mondes, Paviane wurden dementsprechend dargestellt, wie sie Schreiberschüler unterrichteten. Auch im ägyptischen Totenbuch werden sie erwähnt, sie sitzen am Bug der Totenbarke und der Tote wendet sich an sie und bittet um Gerechtigkeit für sich im Totenreich. Paviane genossen Schutz und wurden nach ihrem Tod sogar mumifiziert.
Weitere paviangestaltige Gottheiten waren Babi, der verantwortlich war für die sexuelle Fähigkeit im Jenseits und als Pavian mit erigiertem Glied dargestellt wurde, und Hapi, der als einer der vier Horussöhne und Kanopengötter als Beschützer der Lungen der Toten fungierte und als mumifizierter Mann mit Kopf eines Pavians dargestellt wurde.

### San
In der Mythologie der San spielen Bärenpaviane eine Rolle. Legenden dieses Volkes erzählen, dass Paviane früher Menschen gewesen seien, die als Strafe für ihre Bösartigkeit in Affen verwandelt worden sind. Es gibt auch Felszeichnungen von Mischwesen aus Pavianen und Menschen.

### Gegenwart
Heute sind Paviane oft in Zoos und Naturparks zu sehen. Vielfach werden sie bei Tierversuchen verwendet. Paviane in freier Wildbahn haben kaum Scheu vor den Menschen, sie halten sich öfter in der Nähe von Siedlungen auf und verwüsten Plantagen. Es gibt auch Berichte, wonach sie in Dörfer eindringen und kleinere Haustiere reißen sollen. Gelegentlich kommt es auch zu Angriffen auf Menschen, die zu Bisswunden zum Beispiel an der Wade führen.
Aufgrund ihrer Anpassungsfähigkeit und ihres großen Verbreitungsgebietes zählen sie zu den weniger gefährdeten Primaten. Zwei der sechs Arten, der Mantelpavian und der Guinea-Pavian, werden aufgrund des Verlustes ihres Lebensraumes von der International Union for the Conservation of Nature als gering gefährdet eingestuft. Mitunter kommt es zu Interaktionen zwischen Menschen und Pavianen, so werden sie in Namibia z. B. eingesetzt als Hirten. Ein bekannteres Beispiel der Zusammenarbeit zwischen Mensch und Tier stellt hier der Bärenpavian Jack dar, welcher bei einer Eisenbahngesellschaft in Südafrika aktiv war.